# 尚茨格拉本河 (呂克斯巴赫河支流)

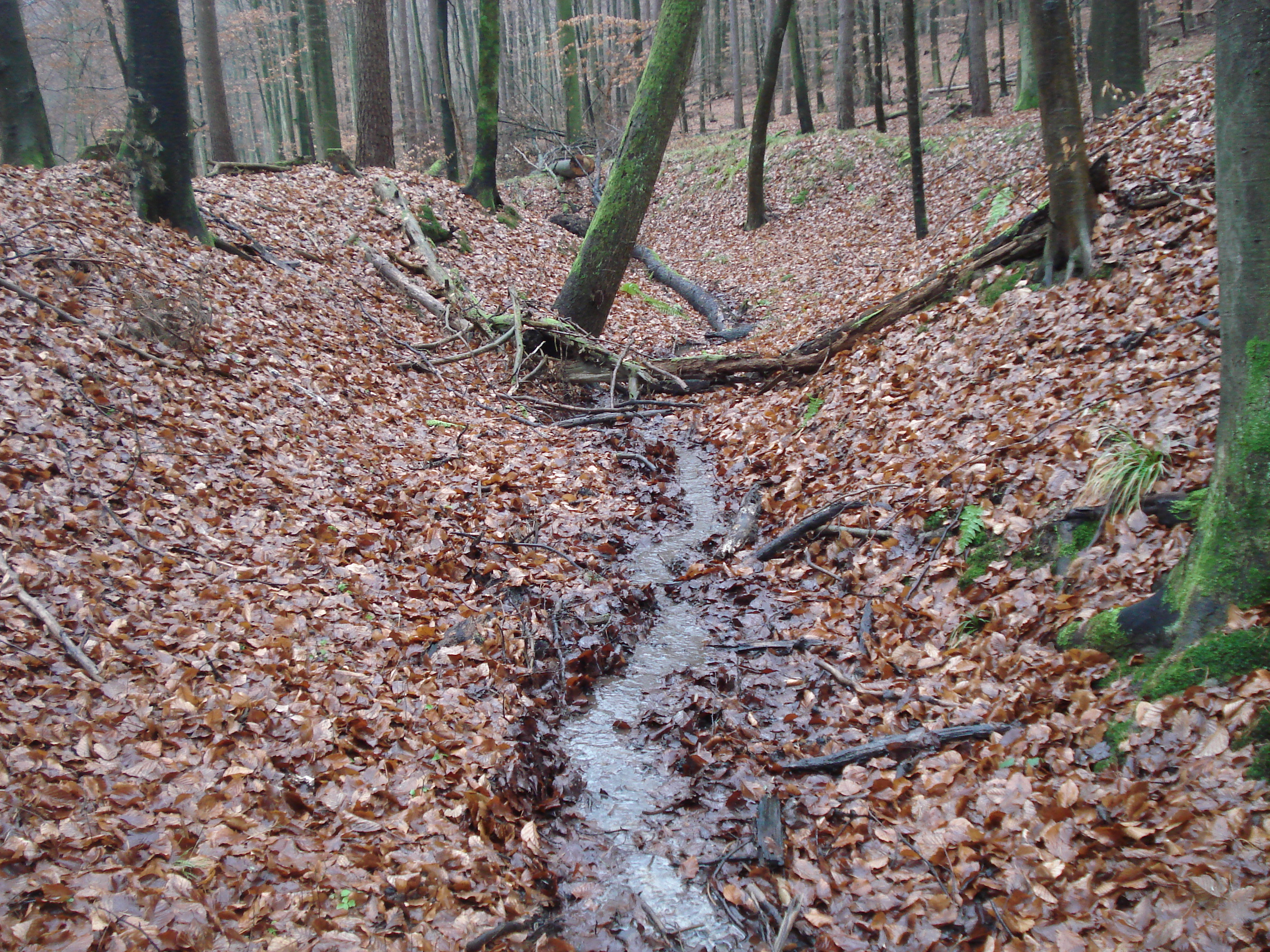

50°01′31″N 9°04′47″E / 50.02522°N 9.07986°E
尚茨格拉本河（德語：Schanzgraben），是德國的河流，位於該國東南部，由巴伐利亞負責管轄，屬於呂克斯巴赫河的右支流，河道全長0.6公里，流域面積0.2平方公里。